# بليندا كارلايل
بليندا كارلايل (بالإنجليزية: Belinda Carlisle)‏ (و. 1958  م) هي مغنية، وموسيقية، من الولايات المتحدة، ولدت في لوس أنجلس.

## وصلات خارجية
- بليندا كارلايل على موقع IMDb (الإنجليزية)
- بليندا كارلايل على موقع ميوزك برينز (الإنجليزية)
- بليندا كارلايل على موقع قاعدة بيانات برودواي على الإنترنت (الإنجليزية)
- بليندا كارلايل على موقع إن إن دي بي (الإنجليزية)
- بليندا كارلايل على موقع أول ميوزيك (الإنجليزية)
- بليندا كارلايل على موقع ديسكوغز (الإنجليزية)
- بليندا كارلايل على موقع قاعدة بيانات الفيلم (الإنجليزية)